# John F. Nugent
John F. Nugent (La Grande, 1868. június 28. – Silver Spring, 1931. szeptember 18.) az Amerikai Egyesült Államok szenátora (Idaho, 1918–1921).